# Corismato liasi
La corismato liasi è un enzima appartenente alla classe delle liasi, che catalizza la seguente reazione:
corismato = 4-idrossibenzoato + piruvato
Questo enzima catalizza la prima reazione nella biosintesi dell'ubichinone, la rimozione del piruvato dal corismato per dare 4-idrossibenzoato in Escherichia coli e in altri batteri Gram-negativi. La sua attività non richiede cofattori metallici.